# Carol Isherwoodová
Carol Isherwoodová (27. července 1961, Leigh ve Velkém Manchesteru) je bývalá anglická ragbistka, která hrála jako rváček nebo vazač. V roce 2014 byla zvolena do Světové ragbyové síně slávy.
Odehrála 8 utkání za Velkou Británii a 7 zápasu za Anglii. Při historický prvním zápase Velké Británie v roce 1986 a i v případě Anglie o rok později byla kapitánkou. V roce 2003 obdrželá Řád britského impéria. V roce 2008 byla zvolena největší osobností roku ženského ragby. V následujícím roce se stala první ženou, co byla jmenována do výboru World Rugby. Pomohla založit Ženskou ragbyovou unii. V roce 2025 se stala první předsedkyní ženského výboru Lions.